# Groot-Stockholm
Groot-Stockholm of Storstockholm is de naam van de stadsregio Stockholm en omliggende gemeenten. Tegenwoordig zijn dit alle gemeenten die deel uitmaken van Stockholms län. Het is de grootste stadsregio van Zweden, gevolgd door Groot-Göteborg en Groot-Malmö. In het hele gebied wonen ruim 2,1 miljoen mensen. Groot-Stockholm is het administratieve centrum van Zweden, zowel de regering, belangrijke grote bedrijven, belangrijke verkeersverbindingen en het koningshuis zijn hier gevestigd. De naam Groot-Stockholm (Storstockholm) wordt in het vervoersbedrijf Storstockholms Lokaltrafik genoemd.
Groot-Stockholm is verdeeld in 5 regio's: Stockholm-Centrum, Zuid-Stockholm, West-Stockholm, de noordelijke voorsteden en de zuidelijke voorsteden.

## Statistieken

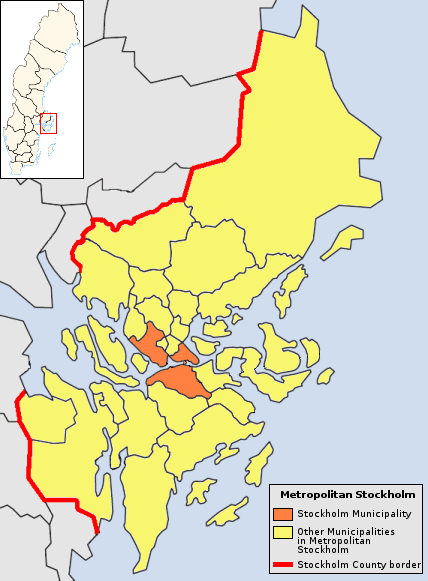
Groot-Stockholm in Stockholms län. Gemeente Stockholm in oranje, andere gemeenten in het geel.

| Gemeente       | Bevolking | Oppervlakte | Bevolkingsdichtheid | Regio                                |
| -------------- | --------- | ----------- | ------------------- | ------------------------------------ |
| Stockholm      | 776.545   | 187,74      | 4.136,28            | Centrum, West en Zuid                |
| Järfälla       | 62.089    | 54,05       | 1.148,73            | Noordelijke voorsteden (Uppland)     |
| Solna          | 61.040    | 19,37       | 3.151,26            | Noordelijke voorsteden (Uppland)     |
| Täby           | 60.861    | 60,62       | 1.003,97            | Noordelijke voorsteden (Uppland)     |
| Sollentuna     | 60.010    | 53,26       | 1.126,73            | Noordelijke voorsteden (Uppland)     |
| Lidingö        | 42.190    | 30,49       | 1.383,73            | Noordelijke voorsteden (Uppland)     |
| Upplands Väsby | 37.875    | 75,37       | 502,52              | Noordelijke voorsteden (Uppland)     |
| Österåker      | 37.700    | 310,75      | 121,32              | Noordelijke voorsteden (Uppland)     |
| Sigtuna        | 36.782    | 327,87      | 112,18              | Noordelijke voorsteden (Uppland)     |
| Sundbyberg     | 34.338    | 8,72        | 3.937,84            | Noordelijke voorsteden (Uppland)     |
| Danderyd       | 30.317    | 26,51       | 1.143,60            | Noordelijke voorsteden (Uppland)     |
| Vallentuna     | 27.567    | 360,06      | 76,56               | Noordelijke voorsteden (Uppland)     |
| Ekerö          | 24.203    | 216,39      | 111,85              | Noordelijke voorsteden (Uppland)     |
| Upplands-Bro   | 21.411    | 237,06      | 90,32               | Noordelijke voorsteden (Uppland)     |
| Vaxholm        | 10.295    | 58,06       | 177,31              | Noordelijke voorsteden (Uppland)     |
| Huddinge       | 89.538    | 131,34      | 681,72              | Zuidelijke voorsteden (Södermanland) |
| Nacka          | 81.515    | 95,62       | 852,49              | Zuidelijke voorsteden (Södermanland) |
| Botkyrka       | 77.179    | 194,83      | 396,13              | Zuidelijke voorsteden (Södermanland) |
| Haninge        | 72.409    | 457,50      | 158,27              | Zuidelijke voorsteden (Södermanland) |
| Tyresö         | 41.337    | 69,36       | 595,98              | Zuidelijke voorsteden (Södermanland) |
| Värmdö         | 35.322    | 442,96      | 79,74               | Zuidelijke voorsteden (Södermanland) |
| Salem          | 14.524    | 54,32       | 267,38              | Zuidelijke voorsteden (Södermanland) |
| Totaal         | 1.735.047 | 3.472,25    | 499,69              | Op 30 juni 2006                      |

1/ km²
2/ Bevolking per km²